# Eduard Rottmanner

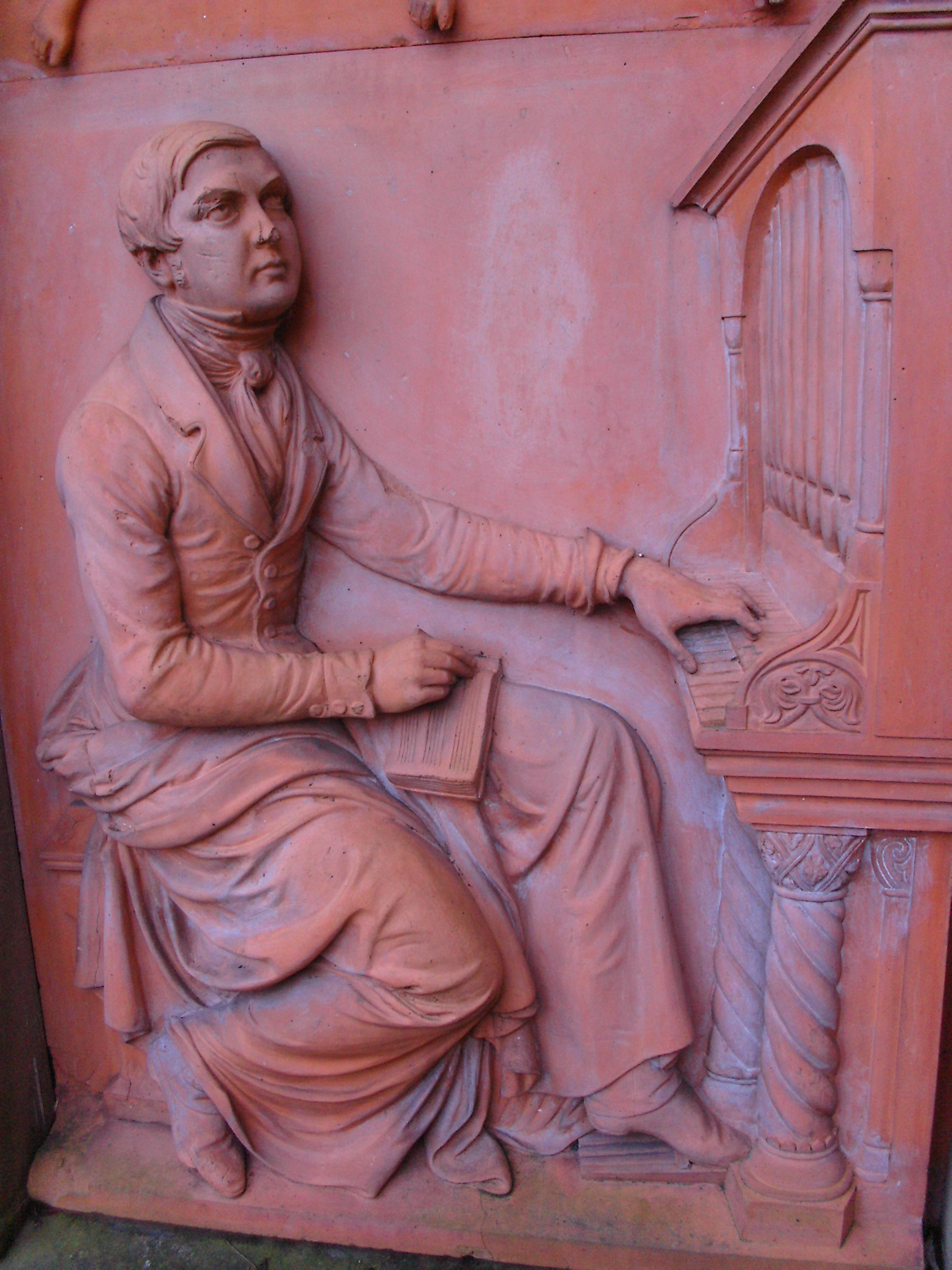
Eduard Rottmanner komponiert – naturgetreues Terrakotta-Relief von seinem Grabstein, alter Friedhof Speyer (Domkapitelsfriedhof)

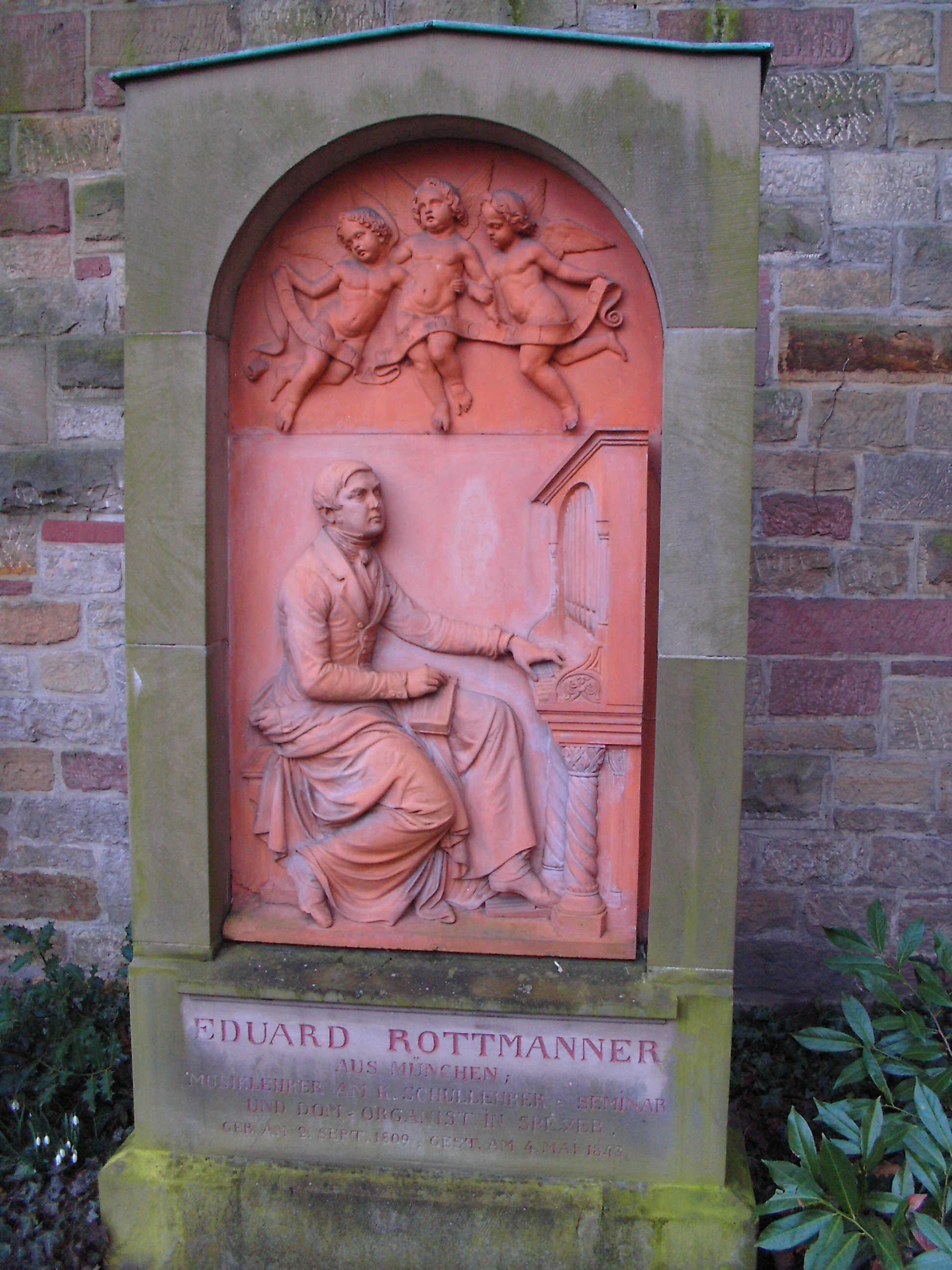
Grabstein Eduard Rottmanners, Speyer, Domkapitelsfriedhof

Eduard Rottmanner (* 2. September 1809 in München; † 4. Mai 1843 in Speyer) war ein deutscher Komponist und Domkapellmeister am Speyerer Dom.

## Leben

### Jugend und Bildungsweg
Eduard Rottmanners Elternhaus stand in der Briennerstraße 13 in München. Sein Vater, Franz Xaver Rottmanner, war Rechnungscommissär und ein Cousin von Karl Rottmanner (1783–1824) sowie ein Neffe des bayerischen Agrarreformers Simon Rottmanner. Eduard hatte als Kind im elterlichen Haus eine kleine „Menagerie“, mit Tauben, Fasanen und Falken. Sein Tagebuch bezeugt, dass in der Familie Hausmusik gepflegt wurde.
Mit sechs Jahren erhielt Rottmanner Klavierunterricht und schon mit acht komponierte er seine ersten Musikstücke, die unter dem Titel Musikalische Versuche und Gedanken drei Jahre später veröffentlicht wurden. In Nürnberg, wo er nach einem Umzug der Familie die „lateinische Schule“ besuchte, bekam er vom Stadtmusikdirektor Unterricht in Klavier und den Anfängen des Komponierens, sowie in Violine, Klarinette und Gitarre. Ein Jahrespraktikum am Oberpostamt in Nürnberg schloss sich an. Mit 15 Jahren zurück in München, besuchte Rottmanner das Gymnasium und nahm gleichzeitig Unterricht in Gesang, Generalbass und Orgel beim Hoforganisten Joseph Graetz und bei Caspar Ett.

### Münchener Zeit (bis 1839)
Nach dem Abitur vervollkommnete er sich in Englisch und Französisch und belegte ab 1828 an der Münchener Universität Philosophie, Logik, Geschichte, Physik und Statistik. Daneben nahm er weiter Musikunterricht und bekleidete Organistenstellen in den Münchener Kirchen: Bürgersaal, Herzogspital und St. Michael. In dieser Zeit entstanden u. a. seine Kompositionen zu den Melodramen Die Mühle von St. Aldervon, Älpler, Die Sendlinger Schlacht und die Anfänge seiner Oper Hermann der Befreier.
Sein heute bekanntestes Werk, die Rottmanner-Pastorallitanei, eine eindrucksvolle Vertonung der  Lauretanischen Litanei, schuf er im Alter von 21 Jahren. Sie wirkt durch ihre selbstbewusste Vitalität und durch die Überschreitung der traditionellen Harmonik. Mit Hörnern, Oboen, Pauken und Trompeten neben den Streichern ist sie reich instrumentiert. Der junge Komponist hat mit eingängigen Melodien die Monotonie der Litanei so strukturiert, dass sie zu einem lebendigen, festlichen Konzert wird.

### Speyerer Zeit (1839–1843)
Bewerbung und Tätigkeitsbeginn
Neben 27 weiteren Kandidaten bewarb sich Eduard Rottmanner im Alter von 30 Jahren um die Doppelstelle als Domkapellmeister und Seminarmusiklehrer in Speyer. Bischof Johann Jakob von Geissel entschied sich für ihn und ernannte den jungen Münchner am 18. Dezember 1839 zum Domorganisten. Gleichzeitig hatte er in der Kathedrale „den Gesang zu leiten und … die Musik zu dirigieren“, sowie als Musiklehrer am „Schullehrerseminar“ – der gerade erst nach Speyer verlegten katholischen Lehrerbildungsanstalt – Unterricht zu erteilen. Den Ausschlag für Rottmanner gab neben den unbestrittenen musikalischen Fähigkeiten die Beurteilung, dass er das "erforderliche Lehrgeschick" habe, sowie eine "einnehmende Persönlichkeit von freundlicher, ernster Haltung und musterhaftem religiösen Sinn" sei. Diese Eigenschaften schienen dem Bischof besonders wichtig, da Rottmanner neben seiner Aufgabe im Dom ja auch als Pädagoge junge Lehrer heranbilden sollte.
Domkapellmeister und Seminarlehrer
In der Zeit der französischen Revolution war die Pfalz verwüstet, der Speyerer Dom geplündert und beraubt worden. Unter Napoleon Bonaparte nutzten die französischen Truppen die Kathedralkirche als Viehstall und Materiallager; 1806 gab es Pläne sie abzureißen und als Steinbruch zu verwenden. Die Diözese Speyer war 1817 – deckungsgleich mit den politischen Grenzen des nunmehrigen bayerischen Rheinkreises – aus den linksrheinischen Teilen des alten Speyerer Fürstbistums und Gebieten der Diözesen Mainz, Worms, Straßburg und Metz neu formiert worden. Aus all diesen Kirchensprengeln kursierten noch die ehemaligen Gesang- und Orgelbücher; die Kirchenmusik lag praktisch seit der Säkularisation darnieder. Rottmanners Biograf Ludwig Eid konstatiert, der Münchner Musiker sei in der Pfalz "als eine Art musikalischer Messias" angesehen worden, "der dem bisherigen Elend ein Ende machen" sollte.
Tatsächlich waren die musikalischen Zustände in Speyer bei Rottmanners Ankunft wider sein Erwarten spartanisch und verwildert. Am 1. Januar 1840, morgens 6 Uhr, spielte der junge Musiker erstmals in der Kathedrale, zur Eröffnung des "Zwölfstündigen Gebetes". Die kleine, völlig ungeeignete Orgel nannte er einen „Affenkasten“, Dom und Seminar wirkten ärmlich. Seine Eltern befürworten eine Neubewerbung in Wien oder München. Bald aber wurde unter Rottmanners anleitender und tätiger Mitarbeit eine neue ausgezeichnete Orgel aufgestellt. Am 7. März 1840 weihte er sie ein. Das erregte großes Aufsehen in der Stadt. Sogar die Protestanten richteten ihre Kirchenzeiten danach aus und strömten in den Dom. „Nach den Berichten muss der Eindruck des nun folgenden unübertrefflichen Spieles auf dem stattlichen Werk ein ganz gewaltiger gewesen sein.“ (L. Eid) Einheimische und fremde Zuhörer kamen nun regelmäßig auch außerhalb der Messfeiern in den Dom, nur um Rottmanners Spiel bei seiner nachmittäglichen Übungsstunde zu hören. Sie wurde zum feststehenden Programmpunkt für die Gäste der Stadt. Rottmanners Ruf als Orgelvirtuose wuchs zur Verehrung und bald bekam er den Beinamen König der Orgel. (L.Eid)
Seine schwerste Aufgabe war es, aus einer Schar von 120 jungen Leuten, die kaum Noten lesen konnten, einen Chor aufzubauen, der der Bedeutung des Doms gerecht wurde. Rottmanner selbst schrieb über das schwierige Unterfangen, er habe "ca. 120 große und kleine Sänger und Sängerinnen, welche von den Fundamenten der Musik so wenig wissen, wie der Esel vom Lautenschlagen. Indes haben sie den besten Willen und würden es annehmen, wenn ich ihnen statt der 6 Wochenstunden, deren 60 gäbe." Mit didaktischem Geschick reformierte Rottmanner den Domgesang, schließlich probte er wöchentlich sogar 12 Stunden. Er wusste die Sänger zu begeistern und Unmutige zu motivieren. Deren Ambition und ihre Loyalität zum Chorleiter wuchsen schnell. Um seine Schüler zu fördern komponierte er allein 1840 sechs neue Messen, immer auf ihren jeweiligen Kenntnisstand zugeschnitten und zugleich geeignet, ihn weiterzuentwickeln.
Aber auch seine Hörer musste Rottmanner erst bilden. Der Kirchenverwaltungsrat als Geldgeber und das Domkapitel waren unzufrieden. Sie wünschten „einstimmigen Volksgesang“ und lehnten Vielstimmigkeit als unkirchlich ab. Im Konflikt um die Dommusik stellte sich der Bischof jedoch hinter seinen Domorganisten. Dieser beantwortete die Ablehnung der Kirchenverwaltung mit weiteren Kompositionen. Das Publikum war begeistert und die Kritiker verstummten. Es gehörte inzwischen in Speyer zum guten Ton, sonntags im Dom gewesen zu sein. Am 10. Juni 1840 sprach König Ludwig I. nach der Messe dem Domkapellmeister seine Anerkennung aus. Auch die Einweihung der Walhalla bei Regensburg wurde von Eduard Rottmanners Musik begleitet.
Sonstiges Wirken
Der Domkapellmeister war in Speyer und in der gesamten Region auch bei den großen Festen seiner Zeit als Komponist und Musiker präsent. Neben seinem Engagement im öffentlichen Musikleben sah man ihn sehr gerne bei den damals überaus häufigen privaten musikalischen Abenden. Dabei erheiterte er laut Ludwig Eid sogar die grimmigsten Domherrn mit der bislang in der Pfalz unbekannten Musikgattung des bayrischen Schnaderhüpfl. Auch seine profanen Werke wurden nun in Süddeutschland oft gespielt und fanden sogar bei Hof Anklang, wie das Melodram Die Älpler, das man am Münchener Hoftheater (heute Nationaltheater) aufführte.
Seminarmusiklehrer Rottmanner betätigte sich außerdem als Mitarbeiter der Monatszeitschrift Der Katholik, dem in Speyer erscheinenden Sprachrohr des Mainzer Kreises. Das steigerte seine Bekanntheit, so dass man in Bayern und vor allem in München bestrebt war, seine Kirchenmusik „dem Volke Regel und für den betreffenden Festtag zum Kennzeichen“ (L. Eid) werden zu lassen.
Trotz der unbefriedigenden Zustände in seiner Speyerer Anfangszeit und der Überfülle der Aufgaben verzichtete Rottmanner darauf, sich als Kapellmeister anderen Orts zu bewerben. Er wollte die großen Hoffnungen, die man in der Pfalz auf ihn gesetzt hatte, nicht enttäuschen.

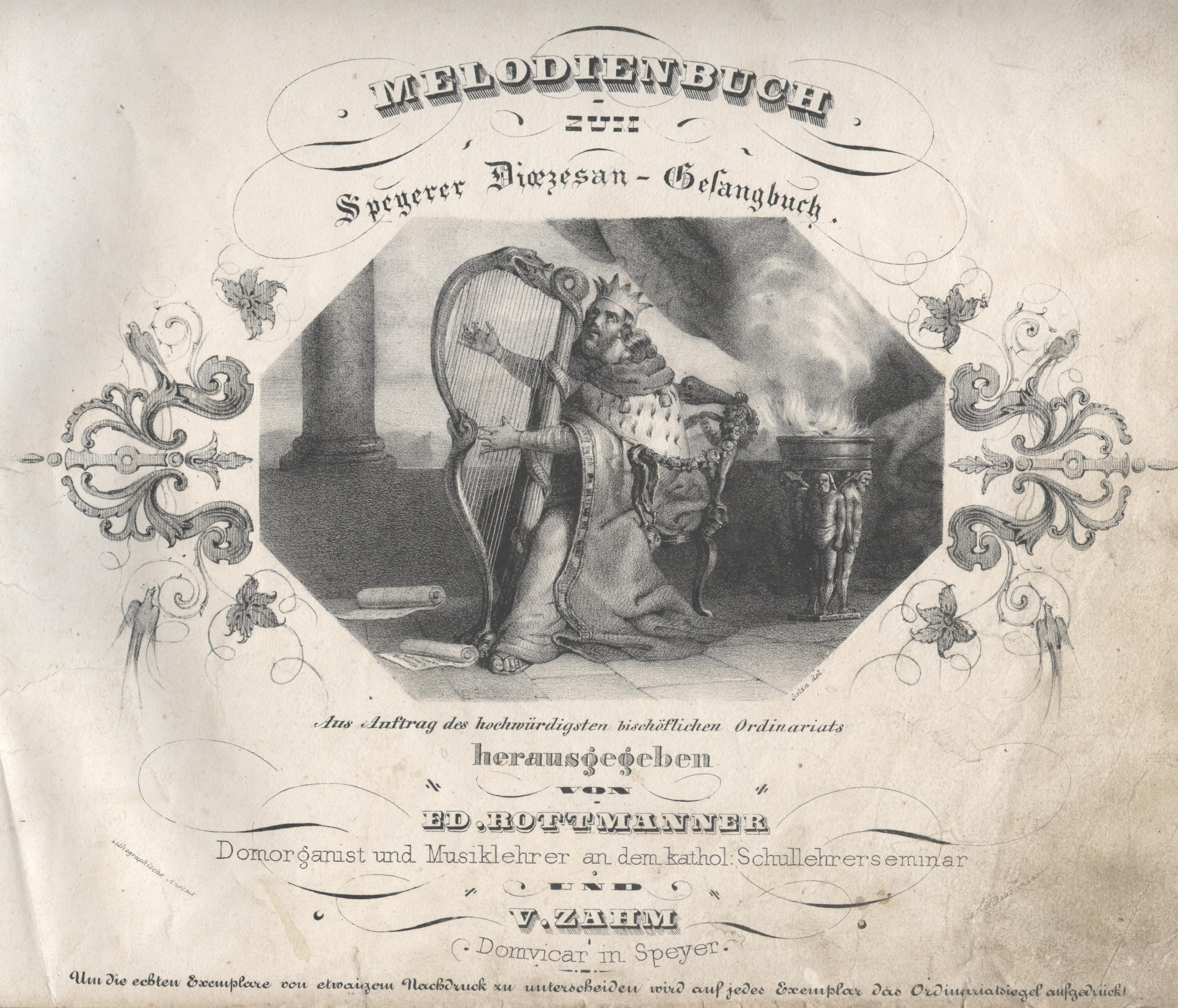
Titelblatt des von Rottmanner 1842 verausgabten neuen Orgelbuches für das Bistum Speyer

Komponieren konnte er nur in seiner freien Zeit, nämlich nachts. Tagsüber war er an sieben Wochentagen vollends für das Bistum im Einsatz. Er schuf gleichwohl zahlreiche eigene Werke, hauptsächlich geistlicher Musik. Dabei verfolgte er stets das Anliegen, durch seine Kompositionen die Menschen zum Glauben und zur Spiritualität zu führen. Stilistisch war er ein typischer Vertreter der zeitgenössischen Romantik. Oft findet sich in seinen profanen Stücken die Verbindung mit außermusikalischen, häufig literarischen Ideen, z. B. in seinen Melodramen.
Um neben seiner umfangreichen Tätigkeit in Speyer noch eine Synopse aus 14 alten, dort gebräuchlichen Gesangbüchern schaffen zu können, verzichtete Rottmanner 2-mal auf seinen Urlaub in München. Er überarbeitete die unzeitgemäßen früheren Melodien, vertonte Neuschöpfungen, die meistens von Bischof Geissel gedichtet waren und gab 1842, erstmals in der Geschichte des neuen Bistums, ein Melodienbuch zum Speyerer Diözesan-Gesangbuch mit 250 Liedern heraus. Gleichzeitig wurde das erste einheitliche Diözesangesangbuch publiziert. Alle Lieder in späteren Speyerer Gesangbüchern – auch im heutigen Gotteslob-Gesangbuch – die keinen Komponisten verzeichnen, jedoch die Angabe "Speyer 1842", sind solche, die Rottmanner eigens komponierte oder zumindest bearbeitete.
Krankheit und Tod

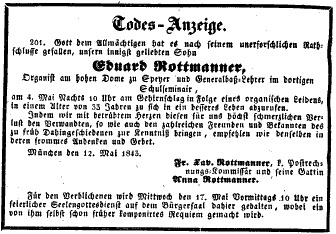
Todesanzeige aus dem "Bayerischen Volksfreund", 1843

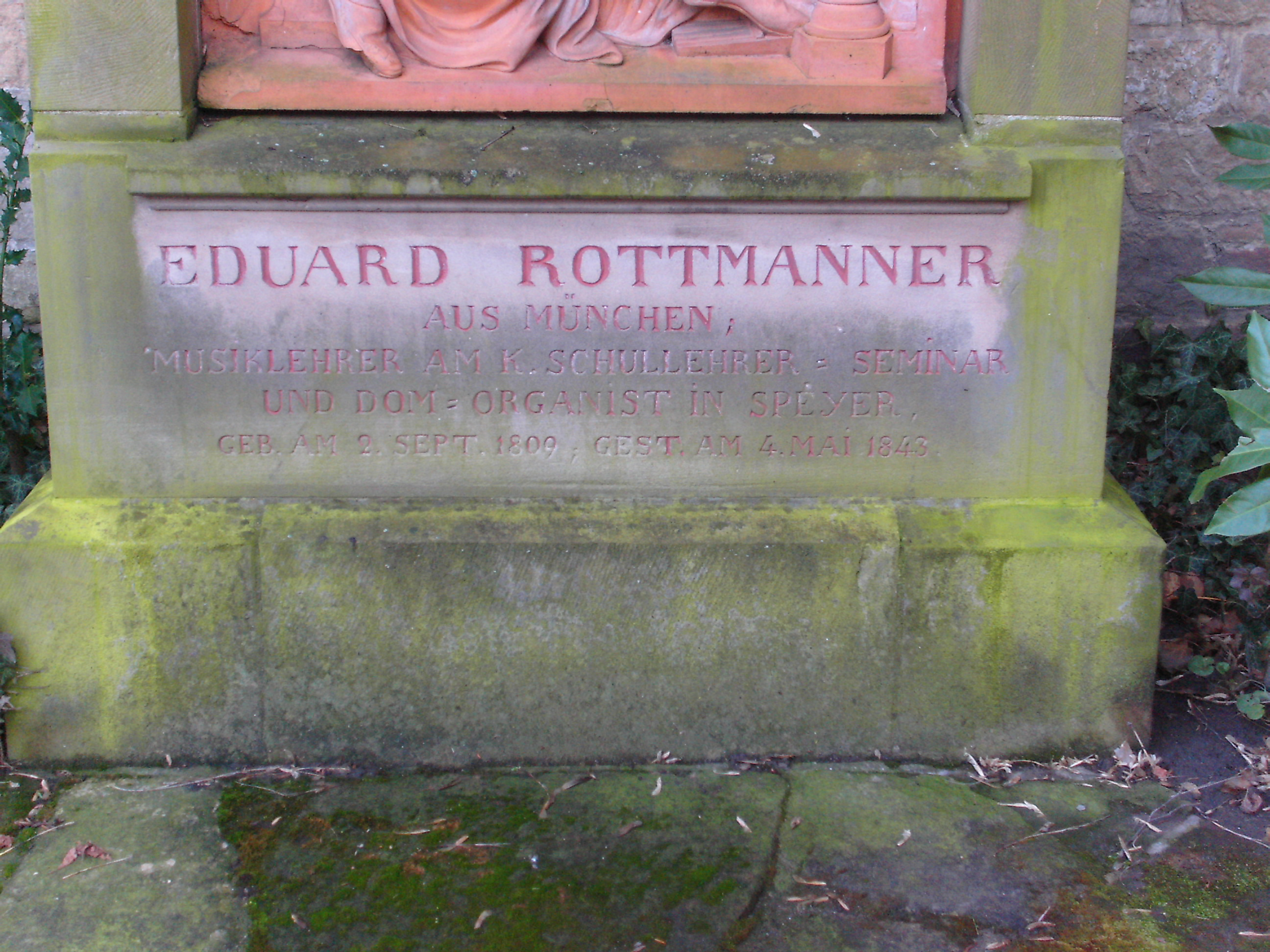
Grabinschrift Eduard Rottmanners

Das Melodienbuch sollte sein letztes größeres Werk sein. Durch das nächtelange Komponieren litt Rottmanners Gesundheit. Ludwig Eid berichtet darüber: „In periodischen Abständen zeigte sich schweres Kopfweh und machte ihn fünf bis sechs Stunden völlig arbeitsunfähig“. Kein Arzt konnte helfen.
Am 2. Mai 1843 ging Rottmanner – wie häufig – abends zu Fuß zur Oper, im 27 Kilometer entfernten Mannheim. Der nächtliche Rückweg wurde ihm diesmal zur Qual. In der folgenden Nacht fiel er in tiefe Bewusstlosigkeit. Er erwachte lediglich gegen Abend noch einmal für eine Stunde. Am 4. Mai 1843 starb er im Alter von 33 Jahren und wurde auf dem damaligen städtischen Friedhof, heute alter Friedhof Speyer, oder Adenauerpark, beigesetzt. Die Sektion stellte als Todesursache ein starkes, tumorähnliches Blutgerinnsel auf dem Grunde der Schädelhöhle und Eiterherde in den Hirnhäuten fest. Ludwig Eid führt dazu aus, dass die Medizin der neueren Zeit dieses Krankheitsbild der chronischen Pachymeningitis, also einer schweren Form der Hirn- und Rückenmarksentszündung zuordne, die immer wieder Blutungen und Ablagerungen im Gehirn verursacht. Rottmanners Grabstein befindet sich z. Z. (2009) auf dem Domkapitelsfriedhof neben der Kirche St. Bernhard. Er ist im oberen Bereich erneuert und trägt ein altes Terrakottarelief des komponierenden Künstlers, das sich offenbar früher einmal an der Außenmauer des Domes befand. Die trauernden Eltern hatten es gestiftet und ein zweites Exemplar sei einst an der Münchner Bürgersaalkirche vorhanden gewesen, jedoch im Zweiten Weltkrieg zerstört worden. Der tragische Tod des beliebten, jungen Domkapellmeisters erschütterte seinerzeit die Menschen ungemein: „Den Sarg begleitete ein Leichenzug, wie ihn Speyer seit Menschengedenken nicht mehr gesehen hatte“. (L. Eid).

## Nachruhm des Komponisten
In ganz Bayern, wozu damals auch die Pfalz gehörte, stand das Jahr 1843 musikalisch unter dem Namen Rottmanner. Viele seiner Kompositionen und Notenhandschriften liegen in der Dombibliothek in Speyer. Auch in verschiedenen bayerisch/pfälzischen Kirchengemeinden tauchen immer wieder Werke von ihm auf. Eduard Rottmanners Musik ist aber heute weitgehend in Vergessenheit geraten. Im Speyerer Dom – für den viele seiner Musikstücke speziell geschrieben wurden – erklangen sie zuweilen noch bis in die Zeit vor dem Zweiten Weltkrieg, unter Domkapellmeister Peter Drescher.
Das Melodram die Sendlinger Schlacht wurde 2005 in München anlässlich des 300-jährigen Gedenkens an diesen Volksaufstand wiederaufgeführt. Die Rottmanner-Pastorallitanei blieb bis heute in München „dem (kirchlichen) Volke Regel“ und für zwei Festtage kennzeichnend: in der Silvesternacht ist sie alljährlich in St. Peter zu hören und am Dreikönigstag in der Bürgersaalkirche.
Eduard Rottmanner war der Großonkel von Benediktiner-Pater Odilo Rottmanner, berühmter Prediger und Beichtvater der königlichen Familie, in München, St. Bonifaz.

## Werke
- Hermann der Befreier, Oper
- drei Melodramen
- die Rottmanner-Pastorallitanei (Derzeit einzige CD über Marianische Männerkongregation München)
- weitere sechs Litaneien
- 23 Chöre
- zwei Requien
- vier Ouvertüren
- 13 Sonaten
- 14 lateinische Messen
- acht deutsche Messen
- zwei Vespern
- 19 Variationen
- drei Phantasien
- 15 Propriumsgesänge
- 17 Antiphonen und Hymnen,
- zwei Tedeum
- ein Auferstehungschor
- ein Ölberggesang
- 92 kleinere Vortragsstücke, Tänze und Märsche
- u. v. a. m.